# Джанс

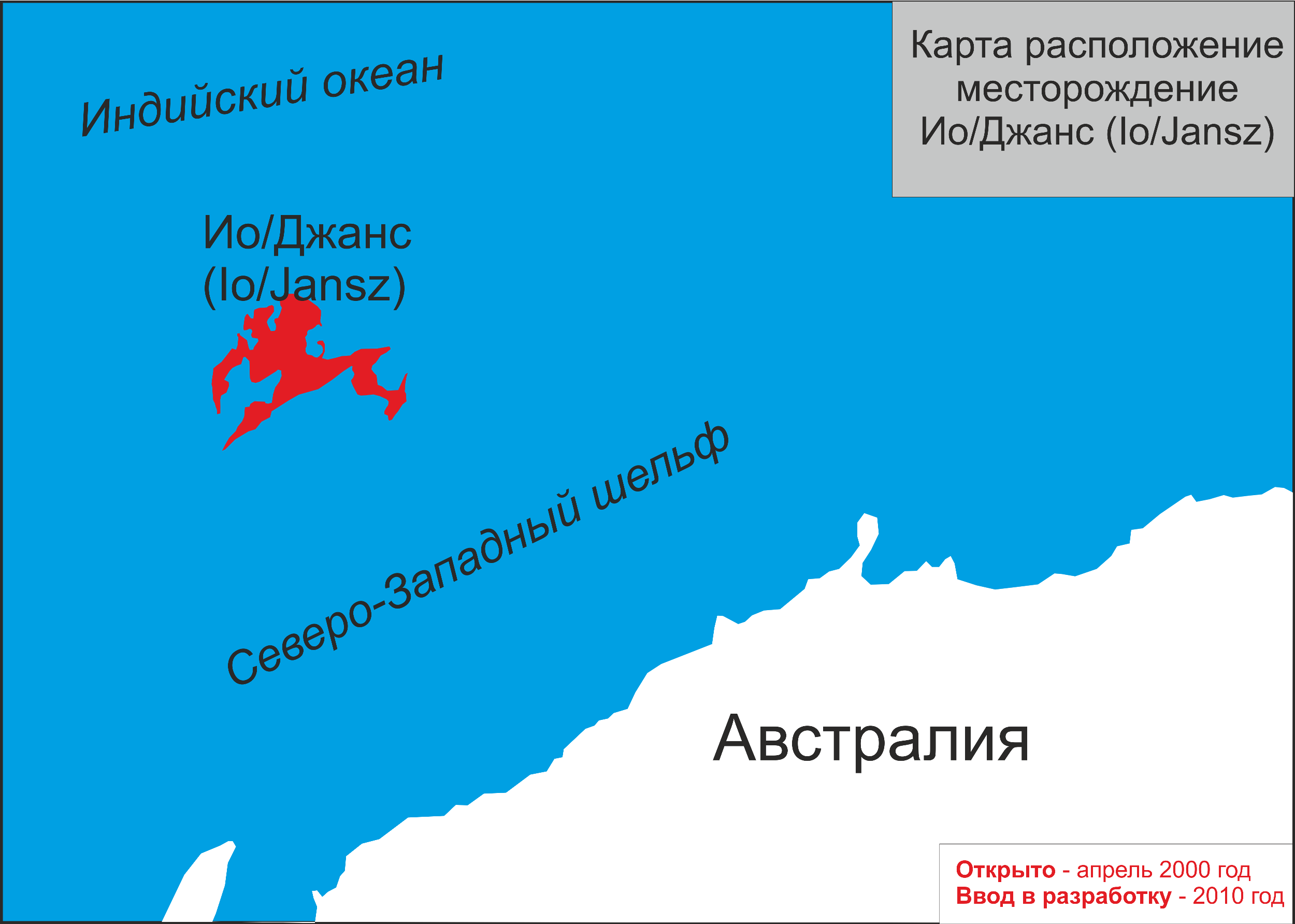
Газове родовище Іо/Джанс

Джанс — найбільше в історії Австралії газове родовище, розташоване за 200 км від північно-західного узбережжя Австралії.

## Історія
Відкрите у 2003.
Випробування газу почато з середини-кінця 2003 року.

## Характеристика
Родовище охоплює район площею в 2 тис. км². Запаси його складають понад 20 трлн. куб. футів (570 млрд м³) газу, що робить його найбільшим газовим ресурсом Австралії.

## Фірми-розробники. Технологія.
Фірми-розробники — «ЕксонМобіл» та американська компанія «ШевронТексако».